# Cerkiew Zmartwychwstania Pańskiego w Poniewieżu
Cerkiew Zmartwychwstania Pańskiego – prawosławna cerkiew w Poniewieżu. Świątynia parafialna. Należy do dekanatu wisagińskiego w eparchii wileńskiej i litewskiej Rosyjskiego Kościoła Prawosławnego.

## Historia
Cerkiew powstała w 1892 jako kaplica cmentarna, obiekt pomocniczy względem parafialnej cerkwi Kazańskiej Ikony Matki Bożej, na którą zamieniono popijarski kościół Świętej Trójcy. W 1918, po zwróceniu katolikom tej świątyni, kaplica Zmartwychwstania Pańskiego została zmieniona w cerkiew parafialną. Świątynia była w okresie międzywojennym ważnym ośrodkiem prawosławia na Litwie: przy parafii działała drukarnia religijna, towarzystwo dobroczynne i przytułek dla sierot. W latach 1921–1936 w cerkwi znajdowała się uważana za cudowną Surdegska Ikona Matki Bożej, pochodząca z zamkniętego w 1917 monasteru w Surdegach.
W 1947 władze stalinowskie zarejestrowały świątynię w Poniewieżu jako czynną cerkiew prawosławną.

## Architektura

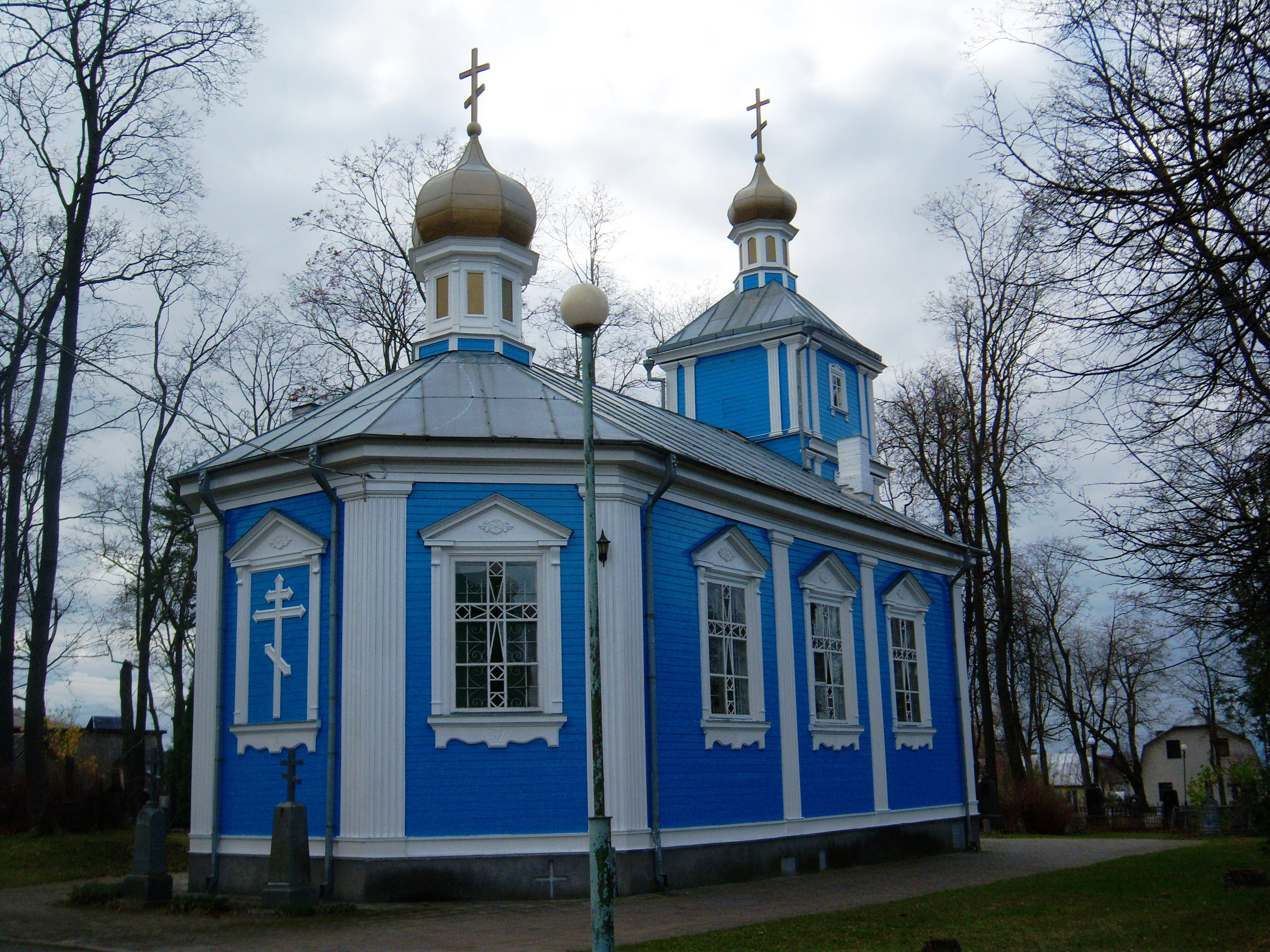
Cerkiew od strony prezbiterium

Cerkiew w Poniewieżu jest drewniana, jednonawowa. Wejście do niej prowadzi przez przedsionek, ponad którym wznosi się dzwonnica zwieńczona sygnaturką z cebulastą złoconą kopułą. Podobna konstrukcja znajduje się również nad prezbiterium. Budynek malowany jest z zewnątrz na niebiesko, obramowania okien i półkolumny – na biało. Na głównych drzwiach i tylnej ścianie prezbiterium rzeźbione i malowane krzyże prawosławne. We wnętrzu jednorzędowy ikonostas oraz dwa neoklasycystyczne boczne kioty z ikonami (jeden z nich zawiera kopię Surdegskiej Ikony Matki Bożej). Na ścianach budynku kilkanaście mniejszych ikon z II połowy XX wieku.